# Internationale Matematik-Olympiade
Den Internationale Matematik-Olympiade (IMO) er en årlig matematikkonkurrence for gymnasieelever. Det er den ældste af de naturvidenskabelige olympiader.
Den først IMO blev holdt i Rumænien i 1959. Den har siden været afholdt hvert år med undtagelse af 1980. Lidt over 90 lande sender op til 6 deltagere (plus en leder og en stedfortrædende leder samt evt. en eller flere observatører). Officielt er der ikke hold: Der gives kun individuelle point. Deltagerne skal være under 20 år, og må ikke have påbegyndt en universitetsuddannelse. 
Konkurrencen består af seks opgaver, som hver giver syv point. Man kan dermed få op til 42 point. Konkurrencen bliver holdt over to dage. Deltagerne har fire og en halv time hver dag til at løse tre opgaver. Opgaverne kan gives i geometri, talteori, algebra og kombinatorik. De kræver ikke kendskab til universitetsmatematik, og man forsøger at stille opgaver, der har korte og elegante løsninger, som stiller krav til deltagernes opfindsomhed.
Hvert deltagende land, bortset fra værtslandet, kan foreslå opgaver til en komite, som udvælger en såkaldt shortlist. Holdlederne, som ankommer nogle dage før deltagerne, vælger nu hvilke seks opgaver deltagerne skal stilles. Efter konkurrencen skal hvert holds leder og stedfortrædende leder blive enige med koordinatorerne, der kommer fra værtslandet, om hvor mange point hver deltager skal have for hver opgave. 
De danske deltagere udvælges gennem Georg Mohr-konkurrencen, som er opkaldt efter danskeren Georg Mohr

## Præmier
- Der gives medaljer til så mange som muligt, uden at mere end halvdelen får medalje.
- Der gives guld, sølv og bronze, så forholdet mellem antallet af hver slags er ca. 1:2:3
- Deltagere, som ikke vinder medalje, men som får fulde point i en opgave, får en "ærefuld omtale".

Der kan desuden gives specialpriser for f.eks. ekstra elegante løsninger. De sidste gange det skete var i 2005, 1995 og 1988, men det skete oftere i de tidlige 1980'ere.
Reglen om, at ikke mere end halvdelen må få medalje, bliver ikke altid overholdt, da der nogle gange er mange, der har lige mange point. Sidst reglen blev brudt, var i 2006, hvor man havde valget mellem at give 188 eller 253 af de 498 deltagere medaljer.

## Nuværende og fremtidige IMO'er
- Den 49. IMO[1] blev holdt i Madrid, Spanien den 10. -22. Juli, 2008.
- Den 50. IMO[2] blev holdt i Bremen, Tyskland den 10. 22. Juli, 2009.
- Den 51. IMO bliver holdt i Astana, Kasakhstan i 2010.
- Den 52. IMO [3] bliver holdt i Amsterdam,Holland i 2011.

## Tidligere IMO'er
Bemærk: Der kan være uenighed om hvor og hvornår de tidligere IMO'er blev holdt, da ledere og deltagere ankommer på forskellige tidspunkter og bor i forskellige byer.
| Nr. | Sted                              | Dato                | Hjemmeside                                     |
| --- | --------------------------------- | ------------------- | ---------------------------------------------- |
| 1   | Braşov og Bukarest, Rumænien      | 23.07 - 31.07, 1959 |                                                |
| 2   | Sinaia, Rumænien                  | 18.07 - 25.07, 1960 |                                                |
| 3   | Veszprém, Ungarn                  | 06.07 - 16.07, 1961 |                                                |
| 4   | České Budějovice, Tjekkoslovakiet | 07.07 - 15.07, 1962 |                                                |
| 5   | Warszawa og Wrocław, Polen        | 05.07 - 13.07, 1963 |                                                |
| 6   | Moskva, Sovjetunionen             | 30.06 - 10.07, 1964 |                                                |
| 7   | Berlin, DDR                       | 03.07 - 13.07, 1965 |                                                |
| 8   | Sofia, Bulgarien                  | 03.07 - 13.07, 1966 |                                                |
| 9   | Cetinje, Jugoslavien              | 02.07 - 13.07, 1967 |                                                |
| 10  | Moskva, Sovjetunionen             | 05.07 - 18.07, 1968 |                                                |
| 11  | Bukarest, Rumænien                | 05.07 - 20.07, 1969 |                                                |
| 12  | Keszthely, Ungarn                 | 08.07 - 22.07, 1970 |                                                |
| 13  | Žilina, Tjekkoslovakiet           | 10.07 - 21.07, 1971 |                                                |
| 14  | Toruń, Polen                      | 05.07 - 17.07, 1972 |                                                |
| 15  | Moskva, Sovjetunionen             | 05.07 - 16.07, 1973 |                                                |
| 16  | Erfurt og Østberlin, DDR          | 04.07 - 17.07, 1974 |                                                |
| 17  | Burgas og Sofia, Bulgarien        | 03.07 - 16.07, 1975 |                                                |
| 18  | Lienz, Østrig                     | 07.07 - 21.07, 1976 |                                                |
| 19  | Beograd, Jugoslavien              | 01.07 - 13.07, 1977 |                                                |
| 20  | Bukarest, Rumænien                | 03.07 - 10.07, 1978 |                                                |
| 21  | London, Storbritannien            | 30.06 - 09.07, 1979 |                                                |
| 22  | Washington, DC, USA               | 08.07 - 20.07, 1981 |                                                |
| 23  | Budapest, Ungarn                  | 05.07 - 14.07, 1982 |                                                |
| 24  | Paris, Frankrig                   | 01.07 - 12.07, 1983 |                                                |
| 25  | Prag, Tjekkoslovakiet             | 29.06 - 10.07, 1984 |                                                |
| 26  | Joutsa, Finland                   | 29.06 - 11.07, 1985 |                                                |
| 27  | Warszawa, Polen                   | 04.07 - 15.07, 1986 |                                                |
| 28  | Havana, Cuba                      | 05.07 - 16.07, 1987 |                                                |
| 29  | Sydney og Canberra, Australien    | 09.07 - 21.07, 1988 |                                                |
| 30  | Braunschweig, Vesttyskland        | 13.07 - 24.07, 1989 |                                                |
| 31  | Beijing, Kina                     | 08.07 - 19.07, 1990 |                                                |
| 32  | Sigtuna, Sverige                  | 12.07 - 23.07, 1991 |                                                |
| 33  | Moskva, Rusland                   | 10.07 - 21.07, 1992 |                                                |
| 34  | Istanbul, Tyrkiet                 | 13.07 - 24.07, 1993 |                                                |
| 35  | Hong Kong                         | 08.07 - 20.07, 1994 |                                                |
| 36  | Toronto, Canada                   | 13.07 - 25.07, 1995 | Arkiveret 29. februar 2008 hos Wayback Machine |
| 37  | Mumbai, Indien                    | 05.07 - 17.07, 1996 | Arkiveret 23. februar 2008 hos Wayback Machine |
| 38  | Mar del Plata, Argentina          | 18.07 - 31.07, 1997 |                                                |
| 39  | Taipei, Republikken Kina          | 10.07 - 21.07, 1998 | Arkiveret 5. december 1998 hos Wayback Machine |
| 40  | Bukarest, Rumænien                | 10.07 - 22.07, 1999 | Arkiveret 23. februar 2008 hos Wayback Machine |
| 41  | Daejeon, Sydkorea                 | 13.07 - 25.07, 2000 | Arkiveret 14. april 2006 hos Wayback Machine   |
| 42  | Washington, DC, United States     | 01.07 - 14.07, 2001 |                                                |
| 43  | Glasgow, Storbritannien           | 19.07 - 30.07, 2002 |                                                |
| 44  | Tokyo, Japan                      | 07.07 - 19.07, 2003 | Arkiveret 6. marts 2008 hos Wayback Machine    |
| 45  | Athen, Grækenland                 | 06.07 - 18.07, 2004 |                                                |
| 46  | Mérida, Mexico                    | 08.07 - 19.07, 2005 | Arkiveret 11. juli 2005 hos Wayback Machine    |
| 47  | Ljubljana, Slovenien              | 06.07 - 18.07, 2006 |                                                |
| 48  | Hanoi, Vietnam                    | 19.07 - 31.07, 2007 | Arkiveret 12. februar 2009 hos Wayback Machine |

## Ekstern henvisning
1. ↑  "49. IMO". Arkiveret fra originalen 26. februar 2008. Hentet 22. august 2007.
2. ↑  50. IMO
3. ↑  "52. IMO". Arkiveret fra originalen 16. september 2009. Hentet 22. august 2007.

- Den danske IMO-side Arkiveret 30. juni 2007 hos  Wayback Machine på Georg Mohr-konkurrencens hjemmeside